# Colin Ferguson
Colin Ferguson (Montreal, 22 de julio de 1972) es un actor canadiense. Se graduó en el Appleby College (Oakville, Ontario) y más tarde fue a la Universidad McGill.
Ferguson fue un miembro del grupo de teatro Montreal improv y también fue fundador del grupo de teatro The second city en Detroit, ambos grupos de teatro improvisado. Ha salido en numerosas series de televisión y películas. Fue el protagonista de la serie  Eureka, que se estrenó en el 2006, donde interpretaba al sheriff Jack Carter.
Aunque nació en Canadá, también posee la nacionalidad británica y recientemente ha adquirido la estadounidense.

## Filmografía completa

### Televisión
- Are You Afraid of the Dark? - Tommy (1995) (serie)
- Texas Graces (1996)
- Night Sins - Todd (1997)
- A Prayer in the Dark - Jimmy Flood (1997)
- The Hunger - Peter Garson (1997) (serie)
- More Tales of the City - Burke Christopher Andrew (1998) (miniserie)
- Cover Me - Andrew Chase (1999) (miniserie)
- Then Came You - Lewis (2000) (serie)
- Day Dreams Believers: The Monkees' Story - Van Foreman (2000)
- Inside the Osmonds - Mike Curb (2001)
- Titus - Dr. Bennet (2001) (serie)
- Dead Last - Príncipe Torben de Mulravia (2001) (serie)
- Becker - Clark Hutchinson (2001) (serie)
- Jenifer - Peter (2001)
- Malcolm in the middle - Deputy Brock (2001) (serie)
- We Were the Mulvaneys - Dr. Witt (2002)
- The Outer Limits - David (2002) (serie)
- Crossing Jordan - Brad Ferris (2003)
- Coupling - Patrick Maitland (2003) (serie)
- Americana - David (2004)
- Line of Fire - AUSA David Gwynn (2004) (serie)
- Ladies Night - Jesse Grant (2005)
- Vinegar Hill - Tom Welton (2005)
- Confessions of a Sociopathic Social Climber - Charles Fitz (2005)
- Mom at Sixteen - Bob (2005)
- Girlfriends - Eric Stone (2005) (serie)
- Playing House - Michael Tate (2006)
- Teachers - Doug Diamond (2006) (serie)
- Eureka - Sheriff Jack Carter (2006) (serie)
- The House Next Door - Walker (2006)
- My Boys - Steve (2006) (serie)
- CSI: Miami - Dominic Whitford (serie)
- Night is Day - DCI Sloan (2007)
- Christmas in Paradise - Dan Casey (2007)
- Haven - William (2013)
- The Vampire Diaries - Julie Plec (2014)

### Cine
- Rowing Through - Tiff Wood (1996)
- The Opposite of Sex - Tom DeLury (1998)
- Jungle Juice - Barman (2001)
- The Surprise Party - Oscar (2001)
- Career Suicide - Rod (2004)
- Guy in Row Five - Dean (2005)
- Because I Said So - Derek (2007)
- The Egg Factory (2008)

- Datos: Q516082
- Multimedia: Colin Ferguson / Q516082